# Walnut Park, Kalifornien
Walnut Park är en ort (CDP) i Los Angeles County, i delstaten Kalifornien, USA. Enligt United States Census Bureau har orten en folkmängd på 15 966 invånare (2010) och en landarea på 1,9 km².